# Claude Colombo
Pour les articles homonymes, voir Colombo (homonymie).
Claude Colombo est un arbitre international français de football né le 1er octobre 1960 à Nice. 

## Carrière
Très tôt passionné par l'arbitrage, il a progressivement gravi les échelons vers l'élite, arbitrant son premier match de première division en novembre 1990 (FC Sochaux-AS Saint-Étienne). Il a officié durant 16 années en Ligue 1 où il a dirigé 262 rencontres. Il a notamment arbitré la finale de la Coupe de la Ligue 1999 et la finale de la Coupe de France 2000. Il est arbitre international depuis 1995.
Aujourd'hui président d'honneur du district Côte d'Azur de football, il parraine avec son collègue Gilles Veissière les nouveaux venus dans l'arbitrage.
En dehors du sport, il est professeur de sciences économiques et sociales aux lycées généraux du Mont Saint-Jean à Antibes  et Don Bosco à Nice. Ou il tient le titre du meilleur professeur  de France. 